# C15orf32
C15orf32 (англ. Chromosome 15 open reading frame 32) — білок, який кодується однойменним геном, розташованим у людей на 15-й хромосомі. Довжина поліпептидного ланцюга білка становить 178 амінокислот, а молекулярна маса — 20 262.
| 10         |  | 20         |  | 30         |  | 40         |  | 50         |
| ---------- |  | ---------- |  | ---------- |  | ---------- |  | ---------- |
| MNKRTSVDAS |  | KEDLHPADPQ |  | SGEGVPPNRK |  | NTKTSPRGEG |  | TAPPFSARPC |
| VWTLCEMLSI |  | LALVGVLHPF |  | YRSNNQVYQK |  | LKTHLRCQSS |  | RVDGLMLKPT |
| LLTPSQLKSP |  | EGHLILPTFN |  | HLVIRHILDP |  | KQIFCVADVC |  | TDCKFNCGSI |
| ERHQKRHLMR |  | VSQDWEHLIR |  | YRNQICLS   |  |            |  |            |

A: Аланін

C: Цистеїн

D: Аспарагінова кислота

E: Глутамінова кислота

F: Фенілаланін

G: Гліцин

H: Гістидин

I: Ізолейцин

K: Лізин

L: Лейцин

M: Метіонін

N: Аспарагін

P: Пролін

Q: Глутамін

R: Аргінін

S: Серин

T: Треонін

V: Валін

W: Триптофан

Задіяний у такому біологічному процесі, як альтернативний сплайсинг.